# سرگی چیمیزوف
سرگی چیمیزوف (روسی: Сергей Викторович Чемезов؛ زادهٔ ۲۰ اوت ۱۹۵۲) سیاست‌مدار و مدیر اجرایی اهل روسیه است، که هم‌اکنون به‌عنوان مدیرعامل شرکت روستخ فعالیت می‌کند.